# Waldo Vila Gilabert
Waldo Vila Gilabert (Antíbol, França, 1978), conegut pel sobrenom Waldo, és un pilotari d'Oliva que juga de rest a la modalitat de raspall de pilota valenciana. Ha estat membre de la Selecció Valenciana de Pilota i és una de les figures a batre actualment. L'any 2001, un cop palesa la seua superioritat en el raspall, Waldo va jugar "per alt" (ço és, a l'Escala i corda), però els resultats no foren els esperats, i tornà a la seua modalitat original. També és valorat com a jugador de frontó valencià.
Son pare el propietari d'un restaurant a Oliva, i s'aficionà a la pilota arran de conèixer a Paco Genovés. Pepe Vila s'emportava al fill als trinquets, i a poc a poc el jove Waldo va anar aficionant-se. Amb 14 anys ja s'anunciava al Trinquet de Bellreguard, pegant el bot al Zurdo de Gandia. En 1999 disputa la seua primera final individual contra un Gorxa en plenitud de facultats, i va caure clarament. Un any després s'imposaria a Moro, obtenint el primer de molts títols individuals.
Les lesions i molèsties han sigut una constant en la seua carrera, arribant a ser operat a Sant Sebastià per la manca de reg sanguini en la mà dreta. L'abril de 2006 li fou extirpat un tumor benigne a la columna vertebral que l'apartà dels trinquets fins a juliol del 2007, però fou debades, car una lesió recurrent al menisc del genoll esquerre forçà una operació en gener del 2008, de la qual no es recuperà fins a abril.

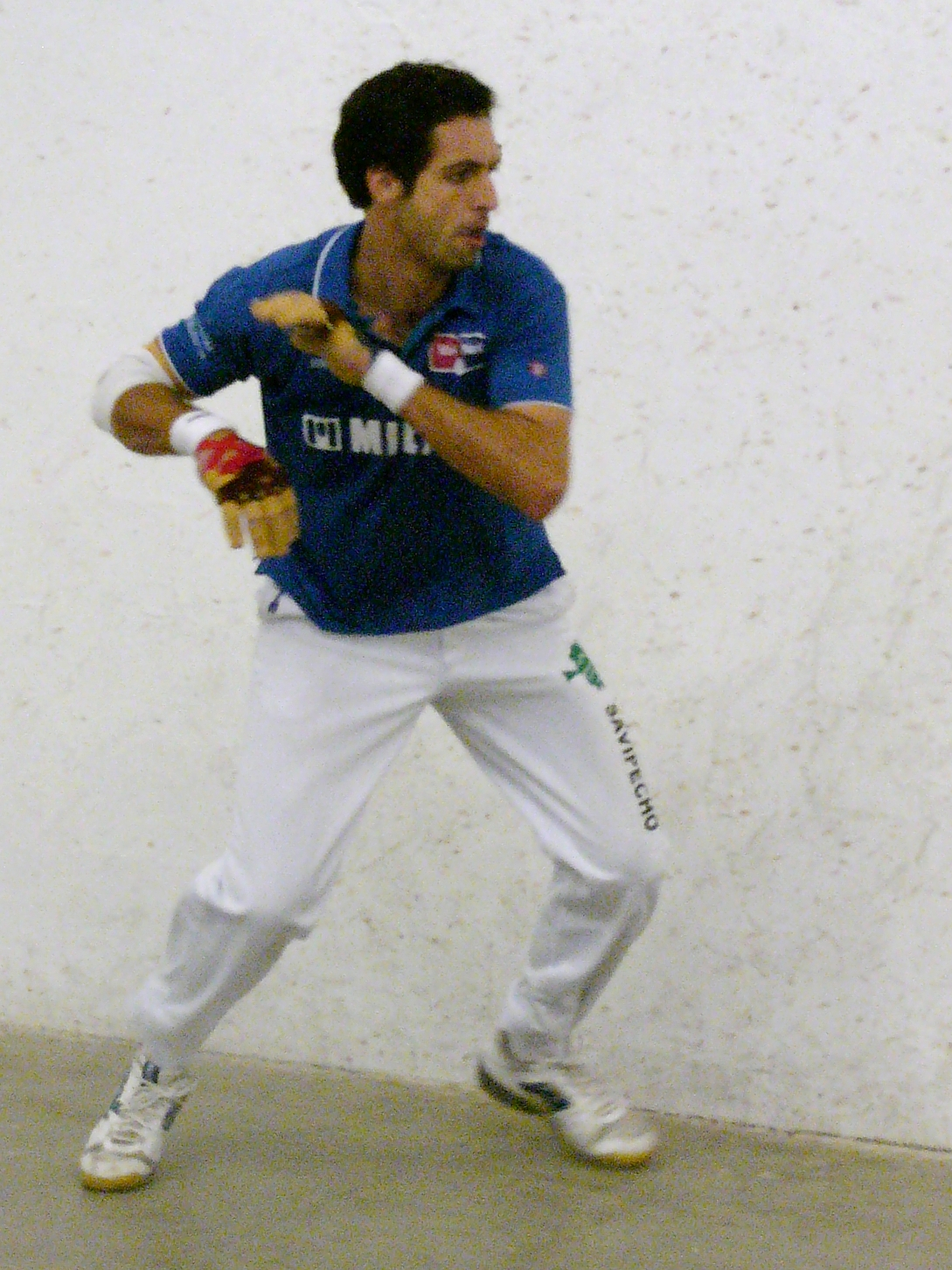
Jugant el 7 i Mig (2011)

En les eleccions municipals de 2007 Waldo va ser escollit com a regidor del PSPV a Oliva, tasca que compagina com a pilotari professional i tècnic de les escoles de tecnificació de la Federació de Pilota Valenciana.
El 2011 tornà a jugar a l'alt en el Trofeu Milar 7 i Mig, un campionat individual amb la particularitat que el dauer posava en joc la pilota com en raspall, que havia de passar la corda sense aplegar al 7 i mig; després de guanyar a León del Genovés en quarts de final, Waldo perdé contra Jesús de Silla a Guadassuar, el qual disputà la final contra Álvaro de Faura.
| A.   | Campionat                  | Resultat  | Mitger | Punter | Contra |
| ---- | -------------------------- | --------- | ------ | ------ | ------ |
| 2015 | XXIX Individual de Raspall | subcampió |        |        | Moltó  |
| 2000 | Mundial de Llargues        | campió    |        |        |        |

- - Campió Trofeu Mancomunitat de municipis de la Safor: 2011
  - Subcampió Trofeu Mancomunitat de municipis de la Safor: 1999
  - Campió del Campionat Individual de Raspall: 2000, 2002, 2004, 2005, 2007, 2008, 2009, 2010, 2011i 2012
    - Subcampió del Campionat Individual de Raspall: 1999 i 2015

  - Campió del Campionat per Equips de Raspall: 1999, 2003, 2004, 2009, 2011 i 2012
    - Subcampió Campionat per Equips de Raspall: 2000, 2002 i 2005

  - Campió del Trofeu Gregori Maians d'Oliva: 2008, 2012 i 2015
    - Subcampió del Trofeu Gregori Maians: 2007 i 2009
- Frontó:
  - Campió de l'Open Ciutat de València: 2002
  - Campió de l'Obert d'Albal: 2006